# Rhipidia (Eurhipidia) brevifilosa
Rhipidia (Eurhipidia) brevifilosa is een tweevleugelige uit de familie steltmuggen (Limoniidae). De soort komt voor in het Afrotropisch gebied.